# Metropolregion Montevideo
Die Metropolregion Montevideo (spanisch Área metropolitana de Montevideo) ist die wichtigste städtische Agglomeration in Uruguay mit einer geschätzten Bevölkerung von fast 2 Millionen Einwohnern, konzentriert etwa 60 % der Gesamtbevölkerung des Landes und umfasst Montevideo und Gebiete der Departements Canelones und San José.
Die Metropolregion erzielt 65 % des nationalen Bruttoinlandsprodukts, 60 % des verarbeitenden Gewerbes und 80 % der Dienstleistungen, die sich auf 1,5 % der Fläche des Staatsgebiets befinden.